# Хижина Ромула
Хижина Ромула (лат. Casa Romuli, также tugurium Romuli) ― предполагаемое место обитания легендарного основателя Рима и его первого царя Ромула. Располагалась в юго-западной части Палатинского холма, где он спускается к Большому цирку возле так называемых «шагов Какуса». Представляла собой традиционное латинское крестьянское жилище с соломенной крышей и плетёными стенами, которое в миниатюре воспроизводилось в характерных погребальных урнах культуры Лация (ок. 1000 ― ок. 600 г. до н. э.). 
На протяжении веков хижина Ромула неоднократно повреждалась пожарами и сильными ветрами, но каждый раз тщательно реставрировалась до своего первоначального состояния. Уничтожение жилища огнём датируется 38 г. до н. э., когда в ходе церемонии, проводимой внутри хаты понтификами, которая вероятно предполагала сожжение жертвы Ромулу (в его обожествлённом виде как богу Квирину). По всей видимости, огонь, зажжённый на алтаре, вышел из-под контроля. Последний зарегистрированный пожар случился в 12 г. до н. э. после смерти Марка Випсания Агриппы, доверенного человека первого римского императора Августа. В этом случае хижину подожгли вороны, которые бросали куски горящего мяса, вырванного ими из алтаря, на соломенную крышу. Было высказано предположение, что tugurium Faustini на Палатине, упоминаемый в исторических источниках времён императора Константина I Великого на самом деле был до тех пор сохранившимся casa Romuli.
Вторая casa Romuli упоминается в классических источниках. Она располагалась на Капитолийском холме и, вероятно, была точной копией оригинала. Последний раз упоминалась в 78 году н. э.
На сегодняшний день археологам не удалось окончательно связать casa Romuli с какими-либо существующими находками. Наиболее вероятным кандидатом является самое крупное из нескольких жилищ, фундаменты которых были обнаружены на Палатинском холме во время раскопок в 1946 году. Фундамент был прорезан в коренной породе (туф), имеет овальную форму, размер ― 4,9 × 3,6 м по периметру. Шесть дополнительных отверстий, расположенных по кругу, одно из которых в центре, предположительно, предназначались для размещения опорных стоек для стен и крыши соответственно. Органический материал, найденный на месте, был датирован ранним железным веком Италии (около 900—700 до н. э.).